# Grzmiąca (Bytów)
Grzmiąca (deutsch Gramenz;  kaschubisch Grzmiãcò,) ist ein Dorf im Powiat Bytowski (Bütower Kreis) der polnischen Woiwodschaft Pommern.

## Geographische Lage
Das Dorf liegt in Hinterpommern, links des Flusses Bütow, etwa fünf Kilometer nordnordwestlich der Stadt Bütow und sechs Kilometer östlich des Dorfs  Borzytuchom (Borntuchen).

## Geschichte
Das Amtsdorf des ehemaligen königlichen Amtes Bütow hatte um 1782 einen Freischulzenhof, fünf Bauernstellen, zwei Kossäten, einen lutherischen Schulmeister und zehn Feuerstellen (Haushaltungen).
Anfang der 1930er Jahre hatte die Landgemeinde Gramenz eine Flächengröße von 4,4 km². Innerhalb der Gemeindegrenzen, wo Gramenz die einzige Wohnstätte war, standen insgesamt 22 bewohnte Wohnhäuser. 1925 wurden 202 Einwohner gezählt, 158 Einwohner im Jahr 1939.
Bis 1945 bildete Gramenz eine Landgemeinde im Kreis Bütow der preußischen Provinz Pommern des Deutschen Reichs. Gramenz war dem Amtsbezirk Meddersin zugeordnet.
Gegen Ende des Zweiten Weltkriegs wurde Gramenz im Frühjahr 1945 von der Roten Armee besetzt. Anschließend wurde Borntuchen zusammen mit ganz Hinterpommern von der Sowjetunion der Volksrepublik Polen zur Verwaltung überlassen. Danach kamen Polen in das Dorf, von denen die einheimischen Dorfbewohner aus ihren Häusern und Wohnungen gedrängt wurden. Für Gramenz wurde von der polnischen Verwaltungsbehörde die polonisierte Ortsbezeichnung ‚Grzmiąca‘ eingeführt. Die einheimischen Dorfbewohner wurden in der Folgezeit von der polnischen Administration aus Gramenz vertrieben.

## Kirche

### Kirchspiel bis 1945
Die vor 1945 hier ansässigen Dorfbewohner waren mehrheitlich evangelischer Konfession. Von den 202 Einwohnern des Jahres 1925 waren 175 evangelisch und zwanzig katholisch. Die evangelischen Einwohner gehörten zum evangelischen Kirchspiel Bytów.
Das katholische Kirchspiel war in Bütow.

### Polnisches Kirchspiel seit 1945
Die seit 1945 und Vertreibung der einheimischen Dorfbewohner anwesende polnische Einwohnerschaft ist überwiegend katholisch.